# Kreis Kalocsa
Der Kreis Kalocsa (ungarisch Kalocsai járás) ist ein Kreis im Westen des Komitats Bács-Kiskun. Er entstand im Zuge der Verwaltungsreform Anfang 2013 als Nachfolger des aufgelösten Kleingebiets Kalocsa (ungarisch Kalocsai kistérség) und einer Gemeinde aus dem Kleingebiet Kunszentmiklós (ungarisch Kunszentmiklósi kistérség). Der Kreis grenzt im Westen an das Komitat Tolna. Kreissitz ist die größte Stadt Kalocsa.

## Gemeindeübersicht
| Gemeinde         | Status       | Herkunft Kleingebiet | Einwohnerzahl | Einwohnerzahl | Einwohnerzahl | Fläche     | Bevölkerungs- dichte (Ew./km²) |
| Gemeinde         | Status       | Herkunft Kleingebiet | 01.10.2011    | 01.01.2013    | 01.01.2016    | 01.01.2016 | Bevölkerungs- dichte (Ew./km²) |
| ---------------- | ------------ | -------------------- | ------------- | ------------- | ------------- | ---------- | ------------------------------ |
| Bátya            | Gemeinde     | Kalocsa              | 2.094         | 2.060         | 1.997         | 33,86      | 59,0                           |
| Drágszél         | Gemeinde     | Kalocsa              | 311           | 326           | 309           | 12,59      | 24,5                           |
| Dunapataj        | Großgemeinde | Kalocsa              | 3.172         | 3.180         | 3.057         | 90,47      | 33,8                           |
| Dunaszentbenedek | Gemeinde     | Kalocsa              | 866           | 865           | 809           | 23,24      | 34,8                           |
| Dunatetétlen     | Gemeinde     | Kalocsa              | 532           | 529           | 516           | 43,19      | 11,9                           |
| Dusnok           | Gemeinde     | Kalocsa              | 2.934         | 2.958         | 2.809         | 57,47      | 48,9                           |
| Fajsz            | Gemeinde     | Kalocsa              | 1.709         | 1.712         | 1.655         | 31,99      | 51,7                           |
| Foktő            | Gemeinde     | Kalocsa              | 1.586         | 1.628         | 1.568         | 31,46      | 49,8                           |
| Géderlak         | Gemeinde     | Kalocsa              | 1.015         | 1.020         | 981           | 18,74      | 52,3                           |
| Hajós            | Stadt        | Kalocsa              | 3.104         | 3.115         | 3.013         | 89,92      | 33,5                           |
| Harta            | Großgemeinde | Kalocsa              | 3.936         | 3.417         | 3.285         | 129,68     | 25,3                           |
| Homokmégy        | község       | Kalocsa              | 1.366         | 1.398         | 1.292         | 70,32      | 18,4                           |
| Kalocsa          | Stadt        | Kalocsa              | 17.142        | 16.552        | 15.986        | 53,18      | 300,6                          |
| Miske            | Gemeinde     | Kalocsa              | 1.711         | 1.722         | 1.646         | 42,27      | 38,9                           |
| Ordas            | Gemeinde     | Kalocsa              | 447           | 420           | 420           | 16,52      | 25,4                           |
| Öregcsertő       | Gemeinde     | Kalocsa              | 807           | 809           | 751           | 43,06      | 17,4                           |
| Solt             | Stadt        | Kalocsa              | 7.019         | 6.488         | 6.312         | 132,67     | 47,6                           |
| Szakmár          | Gemeinde     | Kalocsa              | 1.205         | 1.237         | 1.202         | 74,64      | 16,1                           |
| Újsolt           | Gemeinde     | Kunszentmiklós       | 158           | 181           | 200           | 32,98      | 6,1                            |
| Újtelek          | Gemeinde     | Kalocsa              | 357           | 355           | 349           | 9,56       | 36,5                           |
| Uszód            | Gemeinde     | Kalocsa              | 1.026         | 1.056         | 958           | 24,46      | 39,2                           |
| Kreis Kalocsa    |              |                      | 52.497        | 51.028        | 49.115        | 1.062,27   | 46,2                           |

## Trivia
Folgende Gemeinden im mittleren Teil des Kreises bestehen aus zwei Teilen, d. h. einem größeren und einem kleineren Gemeindeteil, die durch eine andere Gemeinde getrennt sind: Fajsz, Foktő und Géderlak. Die Kreisstadt Kalocsa besitzt außerdem eine Exklave innerhalb der Gemeinde Foktő, nahe der Grenze zum westlichen Komitat Tolna.